# Henri Pertus

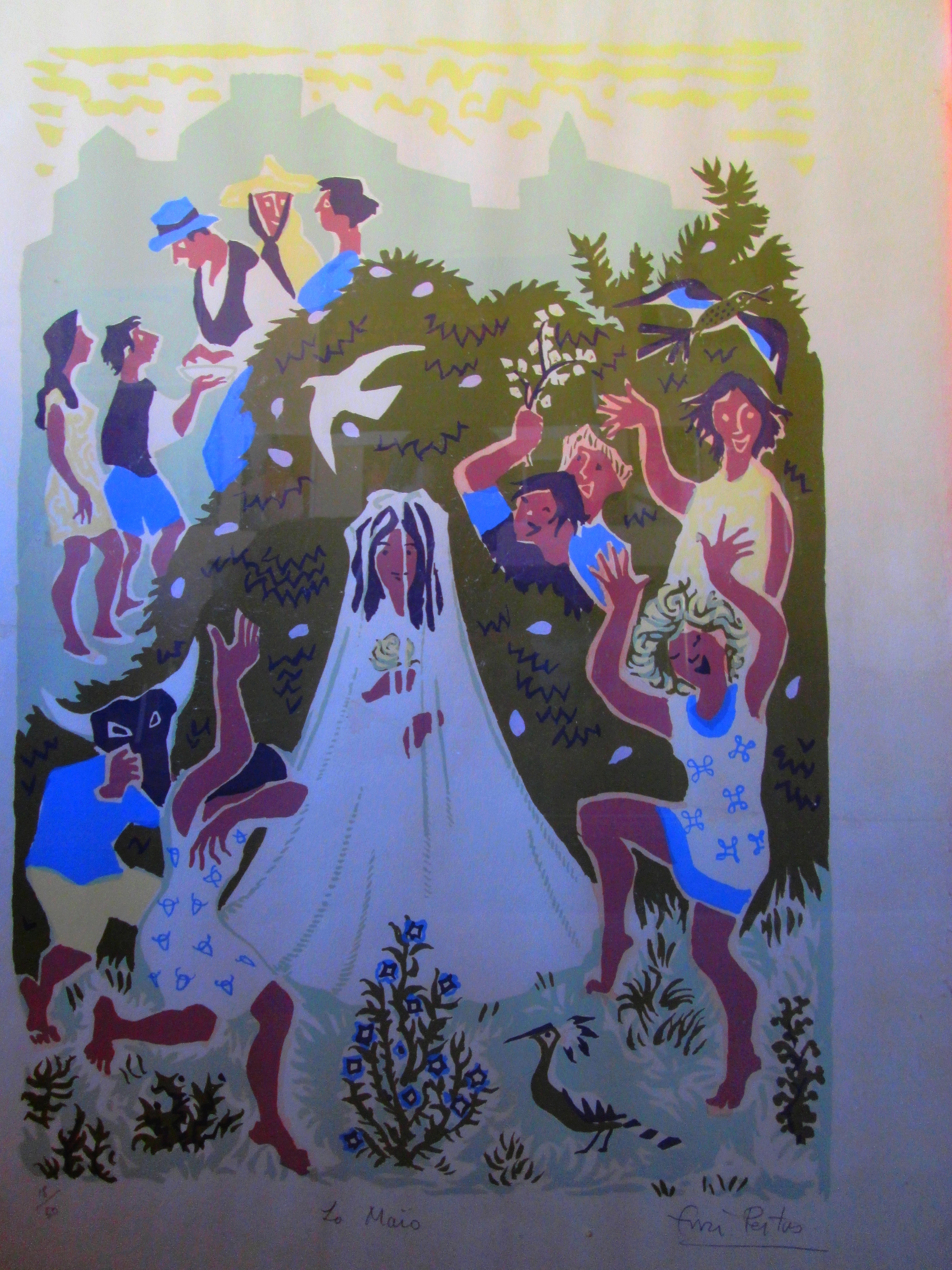

Henri Pertus est un peintre français né à Nîmes le 28 juillet 1908 et mort à Toulon le 17 février 1988. Fils du peintre Ferdinand Pertus et descendant par sa mère des sculpteurs Victor Fulconis et Guillaume Fulconis (créateur de la Coupo Santo qui inspira Frédéric Mistral dans l'écriture de ce qui deviendra l'hymne du Félibrige, toujours chanté dans les tribunes du stade Mayol les jours de match).
Élevé dans le culte et la pratique de la peinture, il fréquente l'école des Beaux-Arts de Nîmes dès la fin de ses études. Il perpétue la tradition de la composition, des volumes, de la couleur et de la précision... « J'ai toujours tripoté la couleur, disait-il, mais la grande leçon de mon père aura été le respect de la nature ».

## La période parisienne
Reçu à la fois à l’École nationale supérieure des arts décoratifs et à l'École nationale supérieure des beaux-arts de Paris, pendant 5 ans il va parfaire sa formation dans trois disciplines où il excellera : la peinture de chevalet, la gravure et la fresque. 
Grand paysagiste et virtuose de la sérigraphie, il s'illustre d'abord par l'exécution de nombreuses fresques (musée de le France d'Outremer à Vincennes, école Pratique et chambre de commerce de Nîmes).

## Le choix de la Provence
Après son mariage en 1932, il s'installe à Toulon où sa jeune femme, Paulette Fulconis, vient d' être nommée professeur. Médaille d'or de gravure à l'Exposition Universelle de 1937, il commence à être connu pour ses gouaches et son œuvre gravé quand survient la déclaration de guerre.
En octobre 1943, le bombardement de Toulon, qui détruit son logement, l'oblige à se réfugier avec sa famille à Saint-Martin-de-Castillon, village du Vaucluse, où il passait déjà les vacances d'été depuis 1916. Pendant cette période, il rencontre Jean Giono au Contadour et fonde, avec Pierre Martel le mouvement culturel Alpes de Lumière à Mane (Salagon-Conservatoire Ethnologique de la Haute Provence). 
Il y réalise deux albums de gravures : 
Les Saints de Provence et Notre vieil Apt.
Il s'imprègne pendant deux ans face au Luberon de la rude beauté de la Haute Provence.
Élu à l'Académie de Nîmes en 1947, il en démissionne en 1949.

## Toulon et l'École des beaux-arts
Revenu à Toulon à la libération, il est nommé professeur à l'École des beaux-arts (devenue l'ESART TPM). Tout en accomplissant son œuvre personnelle, il y formera pendant 30 ans l'élite des jeunes artistes de l'école toulonnaise.
Il fait également partie des fondateurs du Groupement d'Études Provençales avec Marcel Bonnet et André Filippi. Avec ce dernier, il fondera le mouvement des Peintres imagiers de Provence...
Désormais il partage son temps entre ses deux foyers géographiques, Toulon et Saint-Martin-de-Castillon, se passionne pour la céramique mise au service de l'art sacré et de la culture.
Il collabore également à l'illustration de nombreux ouvrages (de Max-Philippe Delavouët, Marius Jouveau, des éditions Aubanel, etc.) illustrant une cause qui lui est chère : l'amour de la Provence, de sa culture et des traditions.
Il est élu membre de l'Académie du Var en 1976 (fauteuil 33). Lorsqu'il meurt à Toulon le 17 février 1988 après avoir peint jusqu'à ses derniers jours, il venait d'achever une série de gouaches illustrant une édition des Rois Mages, conte de Noël, écrit en 1906 par Frédéric Mistral.
Henri Pertus repose désormais à Saint-Martin-de-Castillon (Vaucluse).

## Élèves
- Jean-Pierre Velly
- Marie-Marguerite Petetin.